# Leintz-Gatzaga
Leintz-Gatzaga (spanisch Salinas de Léniz) ist ein Ort und eine Gemeinde (municipio) mit 210 Einwohnern (Stand: 2024) in der Provinz Gipuzkoa in der Autonomen Region Baskenland im Norden Spaniens. 

## Lage und Klima
Leintz-Gatzaga liegt ca. 60 km (Fahrtstrecke) südwestlich von Donostia-San Sebastián bzw. ca. 15 km nordöstlich von Vitoria-Gasteiz im Kantabrischen Gebirges in einer Höhe von ca. 455 m. Das von der ca. 40 km Luftlinie nördlich gelegenen Biscaya beeinflusste Klima ist gemäßigt.

## Bevölkerungsentwicklung
| Jahr      | 1970 | 1981 | 1991 | 2001 | 2011 | 2021 |
| Einwohner | 293  | 207  | 239  | 254  | 272  | 211  |

Der deutliche Bevölkerungsanstieg in der zweiten Hälfte des 20. Jahrhunderts ist im Wesentlichen auf die durch die Mechanisierung der Landwirtschaft und die Aufgabe kleinbäuerlicher Betriebe ausgelöste Abwanderung aus den ländlichen Gebieten der Umgebung zurückzuführen.

## Sehenswürdigkeiten
- Kirche San Millán
- Wallfahrtskirche Sankt Marien
- Martinskapelle
- Kolumbakapelle
- Salzmuseum
- Rathaus

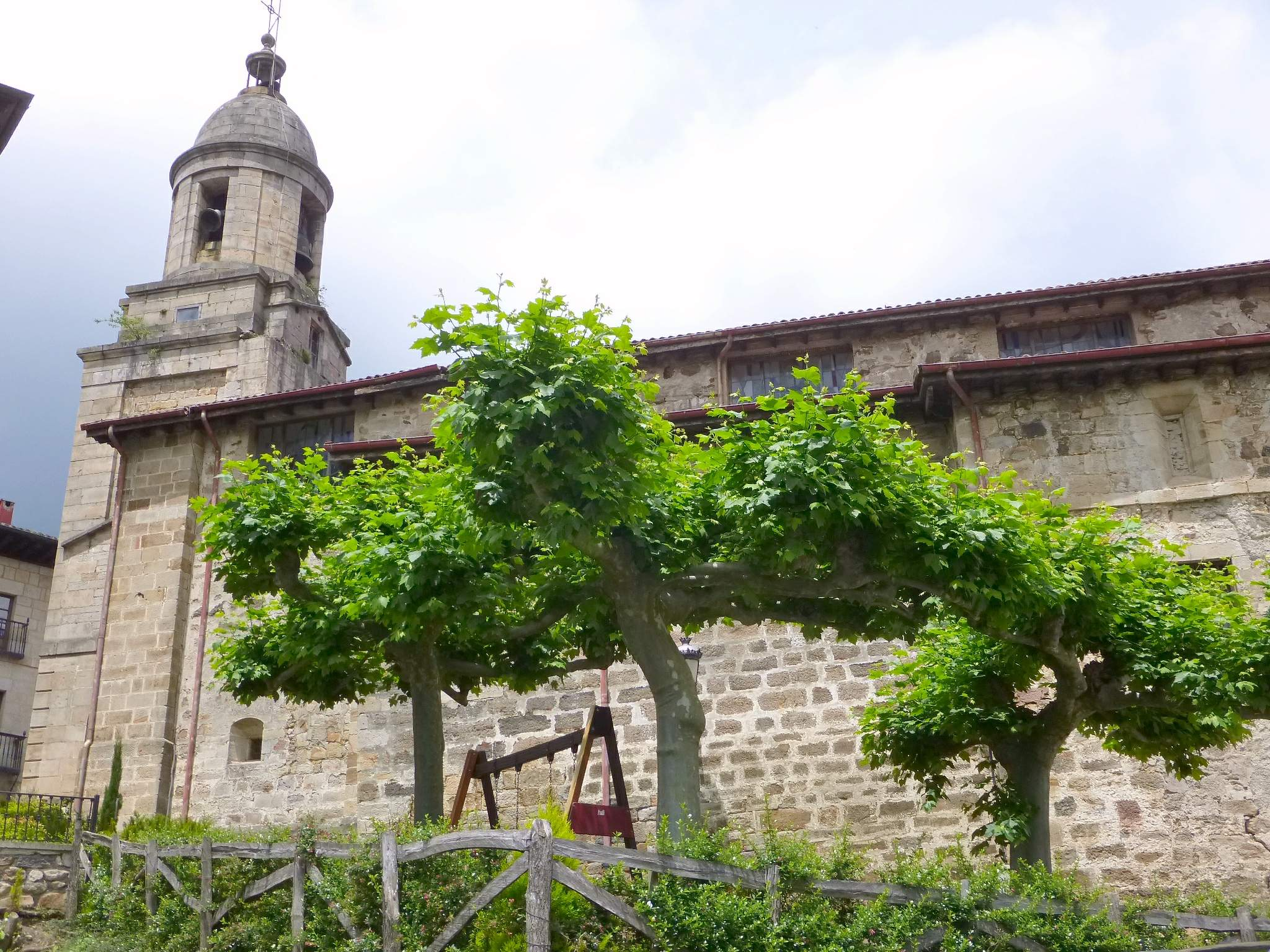
Kirche Mariä Himmelfahrt
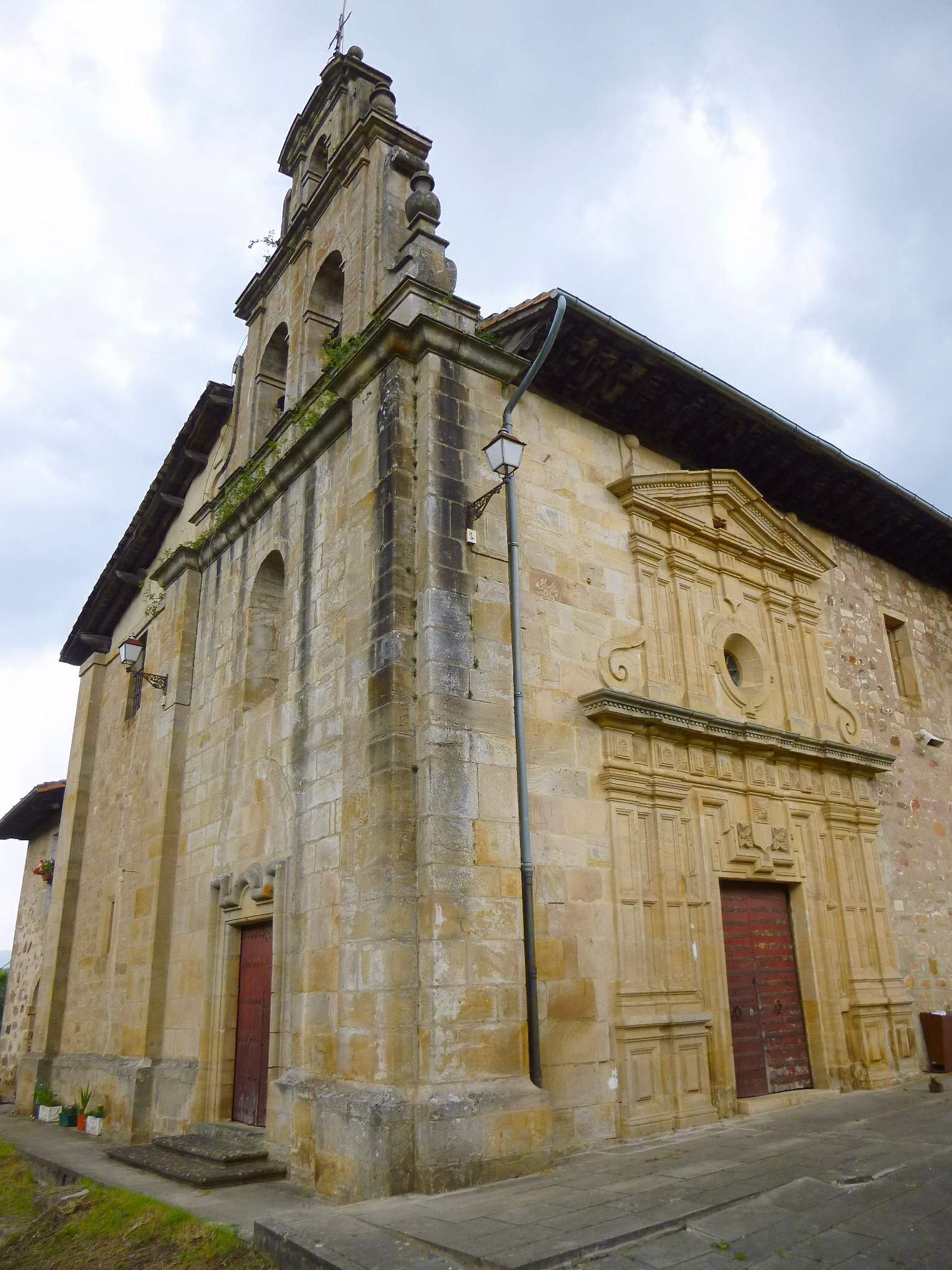
Wallfahrtskirche Sankt Marien
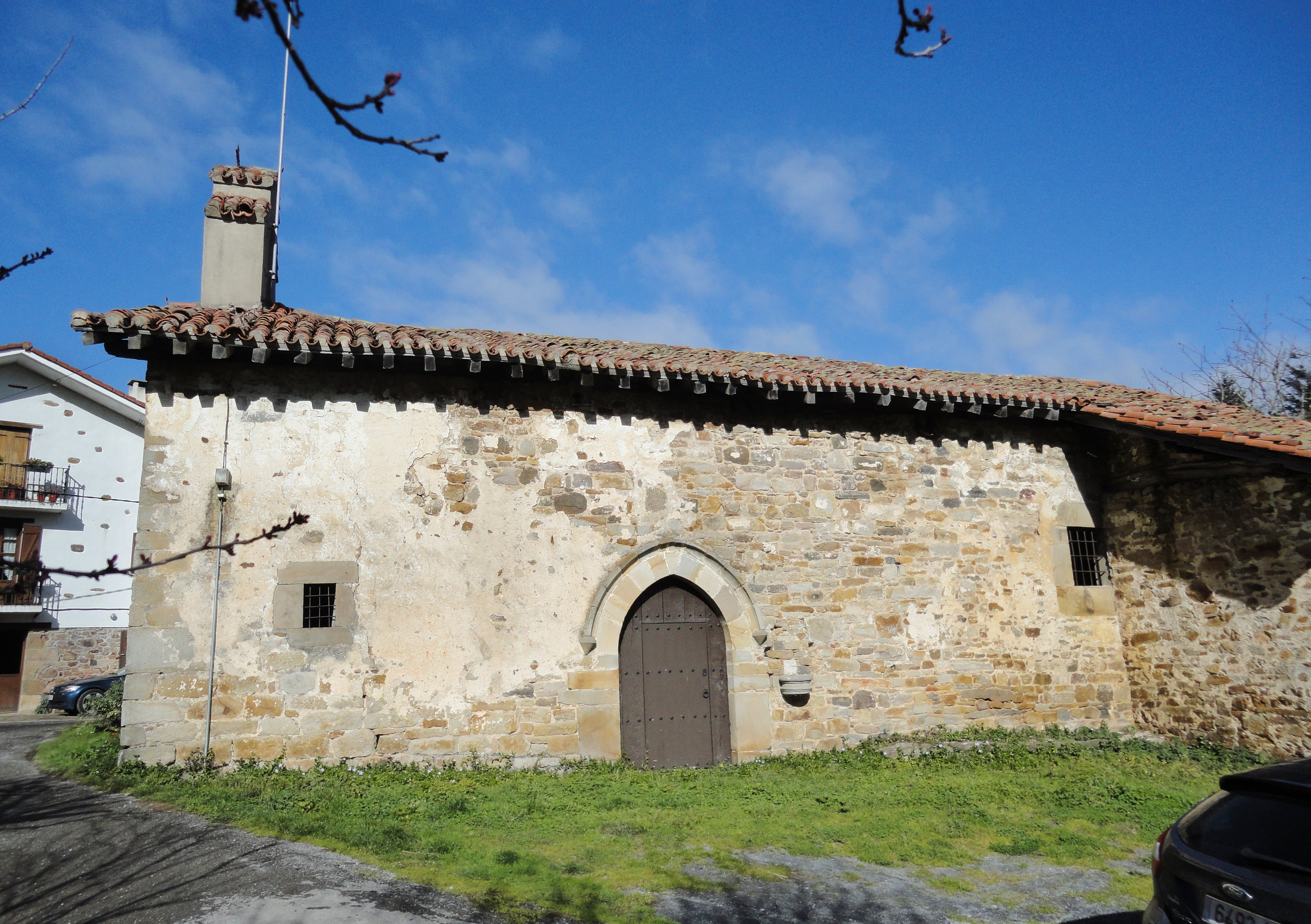
Martinskapelle
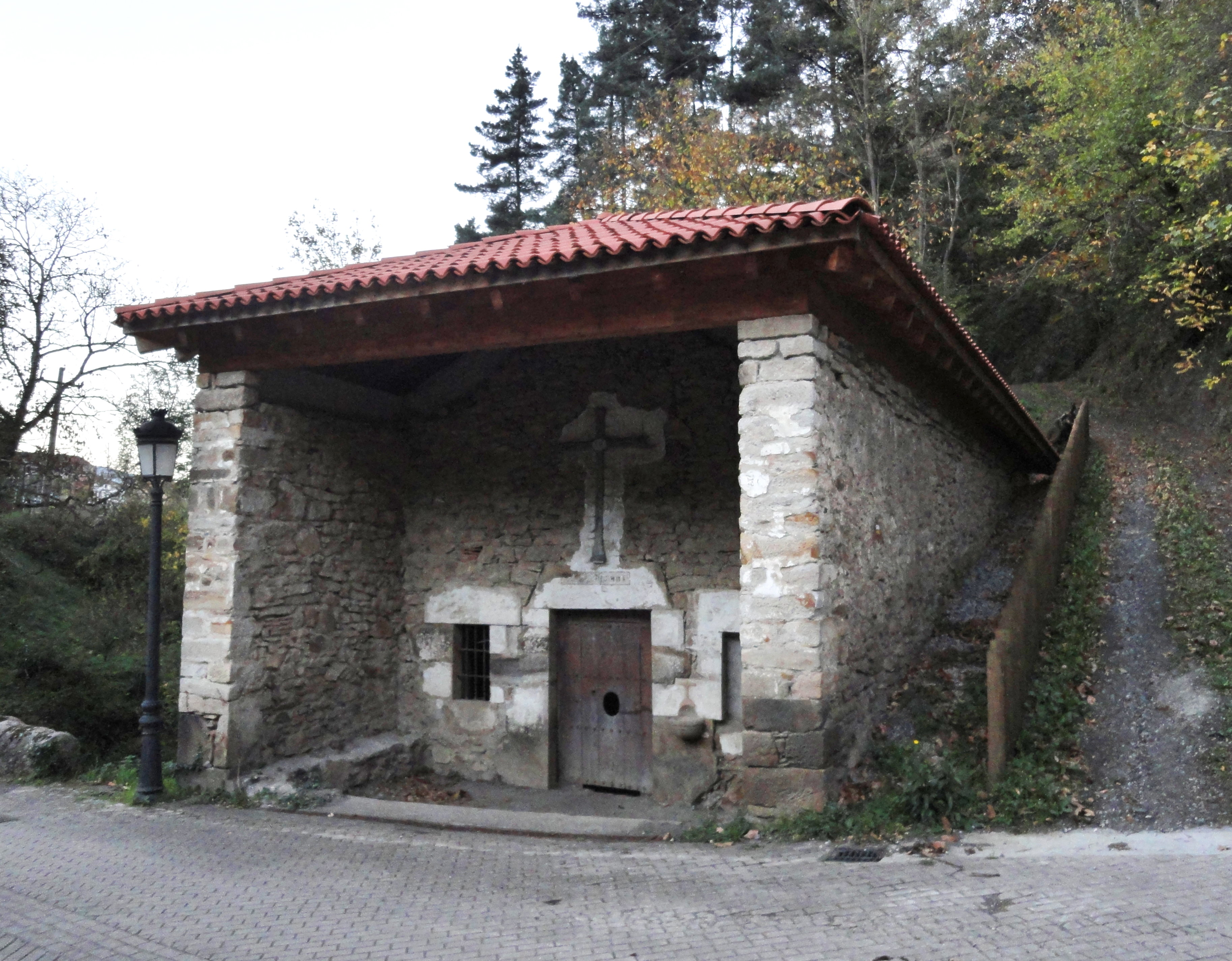
Kolumbakapelle
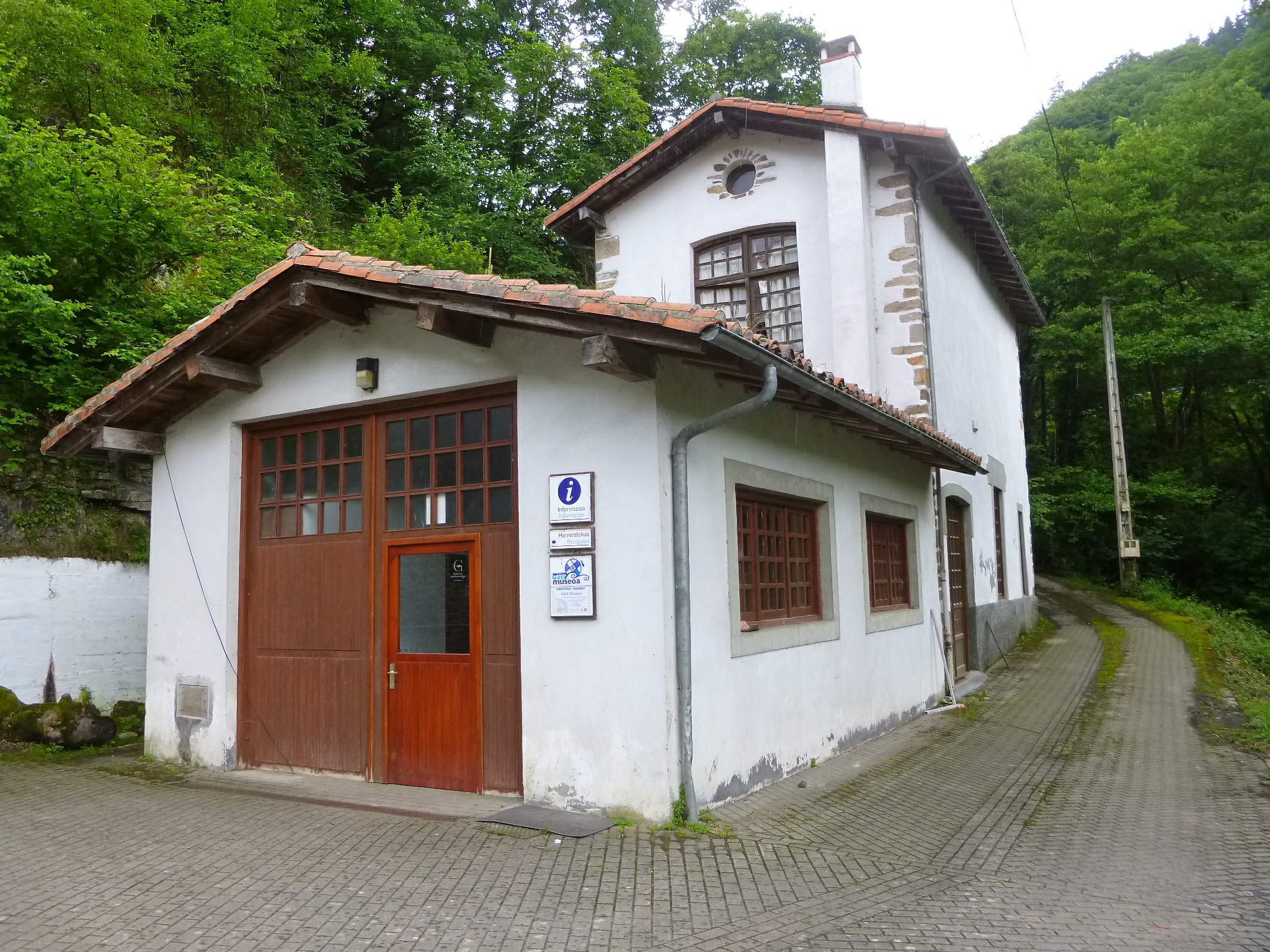
Salzmuseum
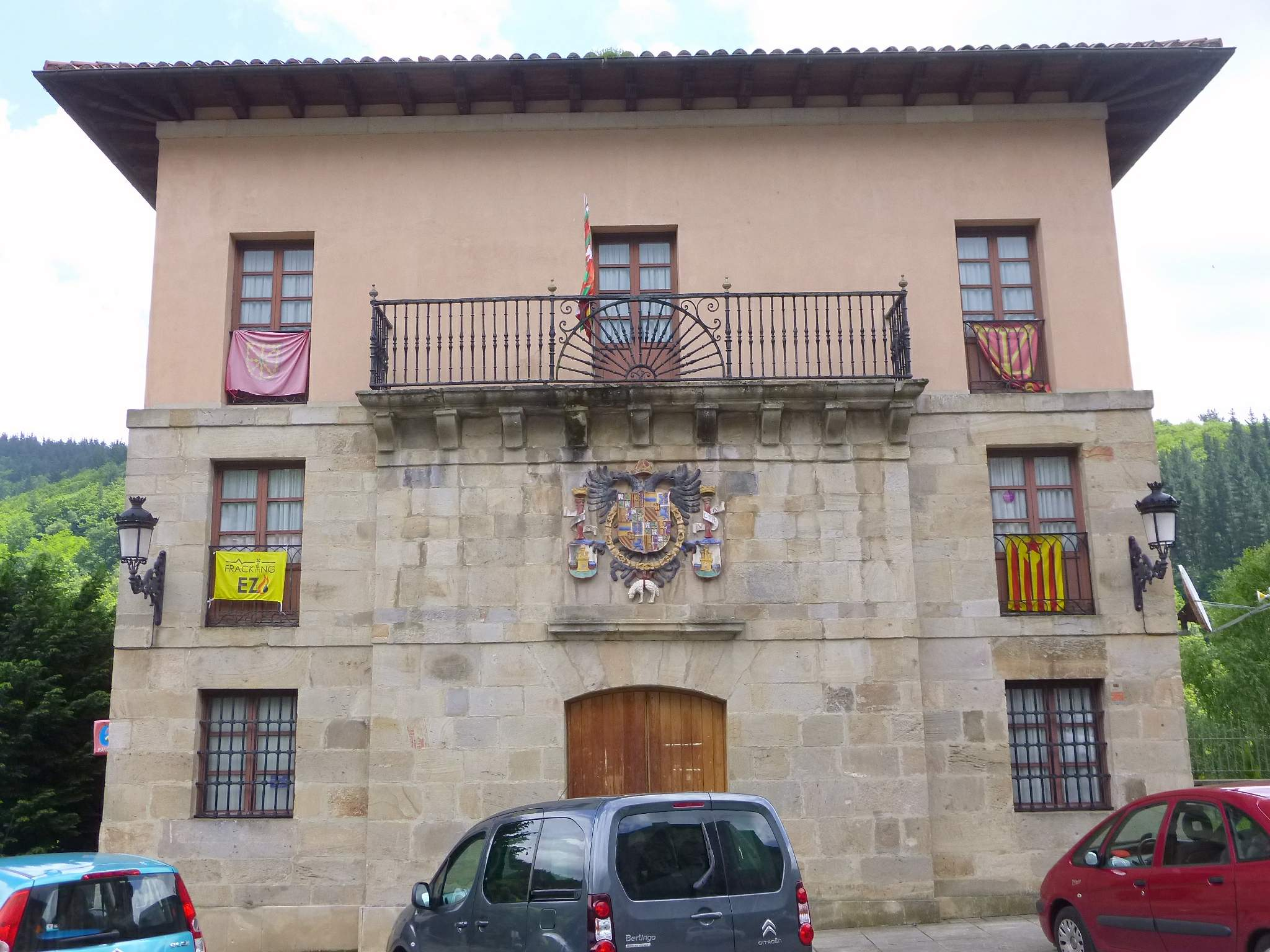
Rathaus

## Söhne und Töchter der Gemeinde
- Jesús José Sagredo Zuloaga (1874–1923), Organist und Komponist